# 彼得·科特·范德林登
彼得·科特·范德林登（荷蘭語：Pieter Cort van der Linden，1846年5月14日—1935年7月15日），是荷蘭的無黨籍政治家、作家和律師。范德林登在1913年至1918年間出任首相兼內政大臣，他是最後一位主張經濟自由主義的政府領導人，任內曾為荷蘭引入了普選制度。范德林登在執政期間經歷了第一次世界大戰，他雖然個人傾向於德國，但仍然盡力維持荷蘭的中立國地位而未參戰。